# 銀漢新錫伯鯰
銀漢新錫伯鯰，為輻鰭魚綱鯰形目北非鯰科的其中一種，分布於亞洲巴基斯坦、印度、尼泊爾、孟加拉、緬甸的淡水、半鹹水流域，體長可達15公分，棲息在底層水域，屬肉食性，生活習性不明，可作為食用魚及觀賞魚。

## 擴展閱讀
維基物種上的相關：銀漢新錫伯鯰